# Виданка Георгиева
Виданка Георгиева (14. фебруар 1948, Скопље) је македонска певачица и доајен македонске народне музике.

## Каријера
Музиком се професионално бави од 1966. године. Наступала је много пута у Сједињеним Америчким Државама, Аустралији и разним западноевропским земљама. Објавила је 13 албума и 3 видео албума. Њене најпознатије песме су Многу мерак имам бабо, Јоване, море Јоване и Кирјана вино продаје.